# بنو منجم
بنو مُنَجِّم یا بنی منجم یا آل منجم نام خاندانی ایرانی در دربار عباسیان در سده‌های ۹ و ۱۰ میلادی (سده‌های ۳ و ۴ ه‍. ق) بودند. آنان خود را از نوادگان ساسانیان می‌دانستند و به واسطهٔ ازدواج با عباسیان پیوند داشتند. اعضای این خاندان به ستاره‌شناسی (و گاهشماری ایرانی)، اختربینی، شعر، موسیقی (به خصوص آواز)، الهیات و حقوق علاقه داشتند.
طبق سخن ابن ندیم این خاندان از نوادگان یزدگرد سوم ساسانی بودند. نام آنان نخست هنگامی وارد تاریخ شد که ابومنصور المنجم (ابان حسیس) به عنوان ستاره بین به خدمت دومین خلیفه عباسی منصور درآمد. پسرش «بِزیست» از آئین زرتشت به اسلام درآمد و نام خود را به یحیی بن ابی‌منصور تغییر داد؛ او در دربار مأمون کار می‌کرد. یحیی در زمان خلافت مأمون عباسی از ۱۹۸ تا ۲۱۷ ه‍.ق منجم دربار او بود. چهار فرزند یحیی با نام‌های علی، عبدالله، حسن و سعید نیز همانند وی برای عباسیان کار کردند. آنان به قدری با خلفا رابطهٔ نزدیکی داشتند که حتی برخی به عنوان نمایندگان خلفا برگزیده شدند. علی بن یحیی (درگذشته در ۲۷۵ ه‍.ق) در دربار متوکل عباسی بود. یکی از پسران علی به نام هارون فرزندی به نام علی داشت که در زمان سیطرهٔ آل بویه به خدمت آنان درآمد.
خاندان بنو منجم در چند نسل تأثیراتی ماندگار بر علم و ادب مناطق تحت سلطهٔ عباسیون گذاشت؛ در ابتدا این تأثیرات بیشتر در اختربینی و علوم ریاضی بود اما در نسل‌های بعد به ادبیات و موسیقی نیز گسترش یافت.

## پیش‌زمینهٔ تاریخی
خاندان بنو منجم در دربار عباسیان به شهرت رسیدند و برای درک زمینهٔ تاریخی به شهرت رسیدن آنان، مروری اجمالی بر تاریخ خلافت عباسیان و حضور ایرانیان در دربار ایشان ضروری است. عباسیان در ۱۳۲ ه‍.ق حکومت را از امویان گرفتند و تا ۶۵۶ ه‍.ق که بغداد توسط مغولان فتح شد، صاحب قدرت بودند. عباسیان خود از نوادگان عباس بن عبدالمطلب و در نتیجه عرب بودند اما در دوران خلفای اصلی (۱۳۲ تا ۲۳۴ ه‍.ق) خانواده‌های ایرانی نیز نفوذ قابل توجهی بر دربار داشتند. انتقال خلافت از امویان به عباسیان، از چند جهت حائز اهمیت بود. خلافت در زمان امویان صرفاً در اختیار اعراب بود اما در زمان عباسیان، رنگ و بوی جهانی‌تری گرفت. حضور اقوام متمدنی همچون ایرانی‌ها در دربار عباسیان، به شکوفایی جامعهٔ اسلامی و رشد تمدن اسلامی کمک بسیاری کرد چرا که دانشمندان و اصحاب فرهنگ مجال یافتند که آثار علمی و هنری خود را پدیدآورند.
افزون بر بنو منجم، مهم‌ترین خاندان‌های ایرانی دیگری که در دربار خلفای اصلی عباسی صاحب منصب شدند عبارت بودند از برمکیان، و خاندان سهل. ایرانیان همچنین در به قدرت رسیدن عباسیان نقش داشتند و دوام حکومت عباسیان نیز به اتکای آنان بر ایرانیان مرتبط دانسته می‌شود، و به‌طور متقابل، تحقیر اقوام دیگر به ویژه ایرانیان توسط امویان جزو دلایل سقوط خلافت آنان برشمرده می‌شود. رابطهٔ ایرانیان و خلفای عباسی تا زمان حضور برمکیان در دربار مستدام بود اما پس از سقوط برمکیان این رابطه به شدت آسیب دید. پس از آن که مأمون به خلافت رسید، وی برای بهبود این رابطه تلاش کرد چنان‌که امور مهم خلافت عباسی را با حسن بن سهل و دیگر کارگزاران ایرانی واگذار کرد. احتمال داده می‌شود که این که مادر مأمون خود ایرانی بود، در این تصمیم اثرگذار بوده باشد.
اوج نفوذ و استیلای ایرانیان، در زمان خلافت هارون الرشید بود. از دوران خلافت معتصم عباسی (۲۱۸ ه‍.ق)، نقش ایرانیان در دربار عباسی رو به افول نهاد و این ترکان بودند که قدرت گرفتند. در برهه‌هایی ایرانیان علیه عباسیان نیز قیام کردند، که از آن جمله می‌توان به قیام بابک خرمدین در سال ۲۰۰ ه‍. ق، و قیام مازیار از حوالی ۲۲۴ ه‍.ق اشاره کرد. با این حال خاندان بنو منجم تا ابتدای حکومت آل بویه کماکان در دربار عباسیان حضور داشتند.

## شجره‌نامه
شجره‌نامهٔ خاندان بنو منجم به نقل از ابن ندیم، نقل شده در دانشنامه ایرانیکا، با تلخیص.
|              |              |              |              |              |              |  |  | یزدگرد سوم           |                      |                      |                      |                      |                      |  |  |                       |                       |                       |                       |                       |                       |  |  |  |  |  |  |  |  |  |  |  |  |  |  |  |  |
|              |              |              |              |              |              |  |  |                      |                      |                      |                      |                      |                      |  |  |                       |                       |                       |                       |                       |                       |  |  |  |  |  |  |  |  |  |  |  |  |  |  |  |  |
|              |              |              |              |              |              |  |  | مهر گنشاسب           |                      |                      |                      |                      |                      |  |  |                       |                       |                       |                       |                       |                       |  |  |  |  |  |  |  |  |  |  |  |  |  |  |  |  |
|              |              |              |              |              |              |  |  |                      |                      |                      |                      |                      |                      |  |  |                       |                       |                       |                       |                       |                       |  |  |  |  |  |  |  |  |  |  |  |  |  |  |  |  |
|              |              |              |              |              |              |  |  | فرخ‌داد               |                      |                      |                      |                      |                      |  |  |                       |                       |                       |                       |                       |                       |  |  |  |  |  |  |  |  |  |  |  |  |  |  |  |  |
|              |              |              |              |              |              |  |  |                      |                      |                      |                      |                      |                      |  |  |                       |                       |                       |                       |                       |                       |  |  |  |  |  |  |  |  |  |  |  |  |  |  |  |  |
|              |              |              |              |              |              |  |  | ابومنصور منجم        |                      |                      |                      |                      |                      |  |  |                       |                       |                       |                       |                       |                       |  |  |  |  |  |  |  |  |  |  |  |  |  |  |  |  |
|              |              |              |              |              |              |  |  |                      |                      |                      |                      |                      |                      |  |  |                       |                       |                       |                       |                       |                       |  |  |  |  |  |  |  |  |  |  |  |  |  |  |  |  |
|              |              |              |              |              |              |  |  | یحیی بن ابی‌منصور     |                      |                      |                      |                      |                      |  |  |                       |                       |                       |                       |                       |                       |  |  |  |  |  |  |  |  |  |  |  |  |  |  |  |  |
|              |              |              |              |              |              |  |  |                      |                      |                      |                      |                      |                      |  |  |                       |                       |                       |                       |                       |                       |  |  |  |  |  |  |  |  |  |  |  |  |  |  |  |  |
|              |              |              |              |              |              |  |  | علی بن یحیی          |                      |                      |                      |                      |                      |  |  |                       |                       |                       |                       |                       |                       |  |  |  |  |  |  |  |  |  |  |  |  |  |  |  |  |
|              |              |              |              |              |              |  |  |                      |                      |                      |                      |                      |                      |  |  |                       |                       |                       |                       |                       |                       |  |  |  |  |  |  |  |  |  |  |  |  |  |  |  |  |
|              |              |              |              |              |              |  |  |                      |                      |                      |                      |                      |                      |  |  |                       |                       |                       |                       |                       |                       |  |  |  |  |  |  |  |  |  |  |  |  |  |  |  |  |
| هارون بن علی | هارون بن علی | هارون بن علی | هارون بن علی | هارون بن علی | هارون بن علی |  |  | یحیی بن علی          | یحیی بن علی          | یحیی بن علی          | یحیی بن علی          | یحیی بن علی          | یحیی بن علی          |  |  | احمد بن علی           | احمد بن علی           | احمد بن علی           | احمد بن علی           | احمد بن علی           | احمد بن علی           |  |  |  |  |  |  |  |  |  |  |  |  |  |  |  |  |
| هارون بن علی | هارون بن علی | هارون بن علی | هارون بن علی | هارون بن علی | هارون بن علی |  |  | یحیی بن علی          | یحیی بن علی          | یحیی بن علی          | یحیی بن علی          | یحیی بن علی          | یحیی بن علی          |  |  | احمد بن علی           | احمد بن علی           | احمد بن علی           | احمد بن علی           | احمد بن علی           | احمد بن علی           |  |  |  |  |  |  |  |  |  |  |  |  |  |  |  |  |
|              |              |              |              |              |              |  |  |                      |                      |                      |                      |                      |                      |  |  |                       |                       |                       |                       |                       |                       |  |  |  |  |  |  |  |  |  |  |  |  |  |  |  |  |
|              |              |              |              |              |              |  |  | احمد بن یحیی         | احمد بن یحیی         | احمد بن یحیی         | احمد بن یحیی         | احمد بن یحیی         | احمد بن یحیی         |  |  | یوسف بن یحیی          | یوسف بن یحیی          | یوسف بن یحیی          | یوسف بن یحیی          | یوسف بن یحیی          | یوسف بن یحیی          |  |  |  |  |  |  |  |  |  |  |  |  |  |  |  |  |
|              |              |              |              |              |              |  |  | احمد بن یحیی         | احمد بن یحیی         | احمد بن یحیی         | احمد بن یحیی         | احمد بن یحیی         | احمد بن یحیی         |  |  | یوسف بن یحیی          | یوسف بن یحیی          | یوسف بن یحیی          | یوسف بن یحیی          | یوسف بن یحیی          | یوسف بن یحیی          |  |  |  |  |  |  |  |  |  |  |  |  |  |  |  |  |
|              |              |              |              |              |              |  |  |                      |                      |                      |                      |                      |                      |  |  |                       |                       |                       |                       |                       |                       |  |  |  |  |  |  |  |  |  |  |  |  |  |  |  |  |
|              |              |              |              |              |              |  |  | علی بن هارون         |                      |                      |                      |                      |                      |  |  |                       |                       |                       |                       |                       |                       |  |  |  |  |  |  |  |  |  |  |  |  |  |  |  |  |
|              |              |              |              |              |              |  |  |                      |                      |                      |                      |                      |                      |  |  |                       |                       |                       |                       |                       |                       |  |  |  |  |  |  |  |  |  |  |  |  |  |  |  |  |
|              |              |              |              |              |              |  |  |                      |                      |                      |                      |                      |                      |  |  |                       |                       |                       |                       |                       |                       |  |  |  |  |  |  |  |  |  |  |  |  |  |  |  |  |
|              |              |              |              |              |              |  |  | احمد بن علی بن هارون | احمد بن علی بن هارون | احمد بن علی بن هارون | احمد بن علی بن هارون | احمد بن علی بن هارون | احمد بن علی بن هارون |  |  | هارون بن علی بن هارون | هارون بن علی بن هارون | هارون بن علی بن هارون | هارون بن علی بن هارون | هارون بن علی بن هارون | هارون بن علی بن هارون |  |  |  |  |  |  |  |  |  |  |  |  |  |  |  |  |

### ابومنصور منجم
نام او (که زرتشتی بود) «ابان حسیس» بود و به «فیروزان» نیز مشهور بود. او منجم منصور عباسی بود و بعدها به «ابومنصور» شهرت داشت (با استفاده از واژهٔ «منصور» به عنوان ترجمه‌ای برای واژهٔ «فیروز» یا «پیروز»).

### یحیی بن ابی‌منصور
نام زرتشتی او «بِزیست» بود. یحیی که در دربار فضل بن سهل سرخسی صاحب منصب بود، از آیین زرتشتی به اسلام گروید و نامش را نیز به «یحیی بن ابی‌منصور» تغییر داد (ترجمهٔ «بزیست پسر فروزان») و به ندیمان مأمون عباسی پیوست. یحیی سرپرست رصدخانه «شَمّاسیّه» در بغداد شد و کتابخانهٔ «بیت الحکمه» که توسط مأمون تأسیس شده بود نیز کار می‌کرد. او چهار پسر داشت (سعید، حسن، محمد و علی)؛ محمد در ادبیات عرب، نجوم و موسیقی چیره‌دست بود و آثار همچون اخبار الشعرا از خود بر جای گذشت؛ علی نیز در این علوم زبانزد بود و همهٔ افرادی که بعدها از این خاندان نامی شدند از فرزندان علی بن یحیی بودند. یحیی بن ابی‌منصور در لشکرکشی به آناتولی مأمون رو همراه کرد و نهایتاً در همین دوره در سال ۲۱۷ ه‍.ق درگذشت و در قبرستان قریش در شهر حلب به خاک سپرده شد.

### علی بن یحیی
ابوالحسن علی بن یحیی بن ابی منصور (زادهٔ ۲۰۱ ه‍. ق، درگذشتهٔ ۲۷۵ ه‍.ق در سامرا) مشهور به ابن منجم سرشناس‌ترین عضو خاندان بنو منجم بود. او ابتدا از نزدیکان محمد بن اسحاق بن ابراهیم مُصعَبی حکمران طاهری فارس بود، و بعداً به خدمت فتح بن خاقان (از وزیران متوکل عباسی) درآمد. سپس از ندیمان خاص متوکل شد و محرم اسرار او نیز شد. او همچنین با خلفای بعدی عباسی شامل منتصر، مستعین و معتمد رابطهٔ نزدیکی داشت. علی بن یحیی بیشتر عمرش را در بغداد و سامرا گذراند. او با موسیقی‌دانان برجستهٔ زمان خود از جمله اسحاق موصلی نشست و برخاست داشت و رساله‌ای با نام اخبار اسحاق بن ابراهیم را دربارهٔ او تألیف کرد؛ این رساله یکی از منابع مهمی است که ابوالفرج اصفهانی در نگارش الاغانی از آن استفاده کرد. او همچنین صاحب کتابخانه‌ای گرانقدر با نام خزانه الحکمه بود (یا بنا بر روایت دیگری، این کتابخانه متعلق به فتح بن خاقان بود و علی بن یحیی بر آن سرپرستی می‌کرد)؛ در این کتابخانه به کسانی که از راه دور آمده بودند مکانی برای اسکان داده می‌شد و گفته شده که ستاره‌شناس نامی ایرانی ابومعشر بلخی از جمله کسانی بود که از این کتابخانه بهره برد.
به جز اخبار اسحاق بن ابراهیم دو اثر دیگر نیز از او یاد شده‌است: الشعر و الشعراء القدماء والاسلامین و الطبیخ. علی بن یحیی شاعری ستایش‌شده بود و بسیاری از ادبای پس از او وی را از این بابت ستوده‌اند، از جمله صاحب بن عباد وزیر آل‌بویه که از وی به عنوان یکی از زبردست‌ترین و ظریف‌ترین شاعران یاد کرده‌است.
یحیی همچنین بر ترجمهٔ آثار یونانی اهتمام ورزید و از او در کنار برادران بنوموسی به عنوان یکی از مهم‌ترین مترجمان زمان خودش یاد شده‌است. وی همچنین ثابت بن قره را گماشت تا برای او رساله‌ای دربارهٔ موسیقی تدوین کند (کتاب فی الموسیقاء) و نیز کتاب دربارهٔ کره و استوانه از ارشمیدس را نیز به عربی ترجمه کند (اصول الهندسه).

### احمد بن علی
ابوعیسی احمد بن علی بن یحیی (درگذشتهٔ ۳۲۰ ه‍.ق) چند کتاب نوشت از جمله تاریخ سنی العالم و اثبات نبوة نبینا محمد المصطفی (ع) من طریق البرهان المنطقی که قسطا بن لوقا پزشک و ریاضی‌دان مشهور، رساله‌ای در پاسخ به این آخری نوشته‌است.
به جهت شباهت نام وی با نام نوهٔ برادرش (احمد بن علی بن هارون) برخی از آثار اولی به اشتباه به دومی نسبت داده شده‌است.

### یحیی بن علی
ابواحمد یحیی بن علی بن یحیی (۲۴۱ تا ۳۰۰ ه‍.ق) از ندیمان خاص و موفق خلفای بعدی عباسی، به ویژه موفق، معتضد و مکتفی بود. او از فقهای معتزله نیز بود و ابوبکر صولی از شاگردانش بود. از او چند اثر مهم باقی مانده‌است، از جمله الباهر فی اخبار شعراء مخضرمی الدولتین که ناتمام ماند و نهایتاً پسرش احمد آن را به پایان رساند، و نیز رساله‌ای در خصوص نظریات اسحاق موصلی راجع به موسیقی و تفاوت آن با نظریات ابراهیم بن مهدی (از رامشگران خلفای عباسی که نظریات موصلی را بسیار دشوار می‌دانست و معتقد بر ساده‌کردنشان بود).

### احمد بن یحیی
ابوالحسن احمد بن یحیی بن علی (درگذشتهٔ ۳۲۷ ه‍.ق)، ادیب، شاعر و فقیه معتزلی بود و از پیروان مذهب محمد بن جریر طبری (موسوم به مذهب جریریه) بود. او با خلفای عباسی زمان خودش و به خصوص با الراضی بالله رابطهٔ نزدیکی داشت. وی کتابی در مورد خاندان بنو منجم و نسب ایرانی آن‌ها نوشت (اخبار بنی المنجم و نسبهم فی الفارس)، کتاب الباهر از آثار پدرش را تکمیل کرد، و چند اثر دیگر نیز نوشت از جمله: الاجماع فی الفقه علی مذهب الطبری، المدخل الی مذهب الطبری و نصرة مذهبه و الاوقات.

### یوسف بن یحیی
ابوالقاسم یوسف بن یحیی بن علی، مانند برادرش احمد بن یحیی از ندیمان خلفای عباسی زمان خود بود. وی بر امور اداری و مالی بیمارستان سیده (که در آن زمان به همت سنان بن ثابت تأسیس شد) نظارت داشت و از او اشعاری نیز بر جا مانده‌است.

### هارون بن علی
ابوعبدالله هارون بن علی بن یحیی (زادهٔ ۲۵۱ ه‍. ق، درگذشتهٔ ۲۸۸ یا ۲۸۹ ه‍.ق) دیگر فرزند علی بن یحیی بود. از او چند اثر بر جای مانده که یکی از مهم‌ترینشان البارع (یا اخبار الشعراء المولدین است که در آن گزیده‌ای از اشعار حدود ۱۶۰ شاعر آمده‌است. وی به از بر داشتن اشعار بسیار شهرت داشت. از وی اثری دیگر با نام کتاب النساء در مورد مسائل مربوط به زنان نیز بر جای مانده‌است.

### علی بن هارون
ابوالحسن علی بن هارون بن علی (۲۷۱ تا ۳۵۲ ه‍.ق) از دوستان ابن ندیم و شاعری چیره‌دست بود. او نیز مانند پسرعمویش کتابی در خصوص نسب خاندانش نوشت. به جز این چندین اثر دیگر نیز از او باقی مانده از جمله کتابی که در مقابله با الاغانی نوشت، رساله‌ای که در مقایسهٔ دیدگاه‌های اسحاق موصلی و ابراهیم بن مهدی نوشت، و رسالهٔ شهر رمضان که راجع به ماه رمضان بود و برای خلیفه راضی بالله آن را نوشت.

### هارون بن علی بن هارون
ابوعبدالله هارون بن علی بن هارون بن علی بن یحیی (۳۰۲ تا ۳۷۶ ه‍.ق) شاعر و ادیب بود. وی کتاب مختار فی الاغانی را نوشت. وی همچنین منجم نیز بود. به گفتهٔ جمال‌الدین قفطی وی جداول اختربینی تهیه کرده بود که در زمان خودش بسیار توسط مردم مورد استفاده بود، اما برخی ابداع این جدول را به پدربزرگش (که او هم هارون نام داشت) نسبت می‌دهند و تشابه نام آن‌ها را دلیل این سردرگمی می‌دانند.

### احمد بن علی بن هارون
ابوالفتح احمد بن علی بن هارون بن علی بن یحیی (درگذشته پس از ۳۷۷ ه‍.ق) نیز ادیب و شاعر بود. او از نزدیکان صاحب بن عباد از وزاری آل بویه بود. تاریخ درگذشت وی مشخص نیست اما از آنجا که قاضی ابوعلی مُحَسَّن بن علی تنوخی او را در سال ۳۷۷ قمری دیده و این دیدار را نقل کرده‌است، احمد بن علی دست کم تا آن زمان زیسته‌است.

## یادداشت
1. ↑  Περὶ σφαίρας καὶ κυλίνδρου

## برای مطالعهٔ بیشتر
- Fleischhammer, M (1993). "Munadjdjim, Banu 'l-". Encyclopaedia of Islam (به انگلیسی). Vol. 7 (2nd ed.). Leiden: E. J. Brill. p. 558-561. Retrieved 2018-11-11.